# Nick Roud
Nick Roud (Inghilterra, 26 maggio 1989) è un attore britannico.
Il suo ruolo di maggior rilievo è quello di George, uno dei quattro fratelli Davies nel film Neverland - Un sogno per la vita del 2004, accanto a Johnny Depp, Kate Winslet e Freddie Highmore.
Assieme agli altri membri del cast del film, ha ottenuto una vittoria per gli Young Artist Awards ed una nomination agli Screen Actors Guild Award per il miglior cast.
È anche apparso nella serie televisiva The Ghost Hunter nel ruolo di Sydney e nella miniserie Island at War come guest star nel ruolo di Roland, amico di Colin.
Attualmente frequenta la Kingston University di Londra.

## Filmografia

### Cinema
- Neverland - Un sogno per la vita (2004)

### Televisione
- The Ghost Hiunter - serie TV (2000)
- Island at War - miniserie TV (2004)